# 小行星937
小行星937（937 Bethgea）是一颗围绕太阳公转的小行星。
該小行星以德國詩人漢斯·貝特格命名。

## 参数
这颗小行星的绝对星等为11.83个天文单位，自转周期为7.5390小时。